# Бумар-Лабенди
Механічний завод «Бумар-Лабенди» (пол. Zakłady Mechaniczne «Bumar-Łabędy» SA) — польська компанія, що базується в Гливицях, у районі Лабенди, біля Гливицького каналу.

## Історія
Початки оборонного виробництва в районі Лабенди сягають 1938 року, коли поблизу Герміненхютте (нині Гута Лабенди) було розпочато будівництво мартенівського та електросталіного заводу. Presswerk — Laband (пресовий цех) був запущений під час Другої світової війни, а в 1942 році почалося виробництво озброєння.
Ранньою весною 1945 року на вимогу радянської військової влади частина машин і пристроїв цих заводів була розібрана і перевезена на завод «Дніпроспектсталь» у Запоріжжі (СРСР) як військовий трофей. На розбиранні працювали в'язні, переважно місцеві німці, а також сілезці та навіть сілезькі повстанці.

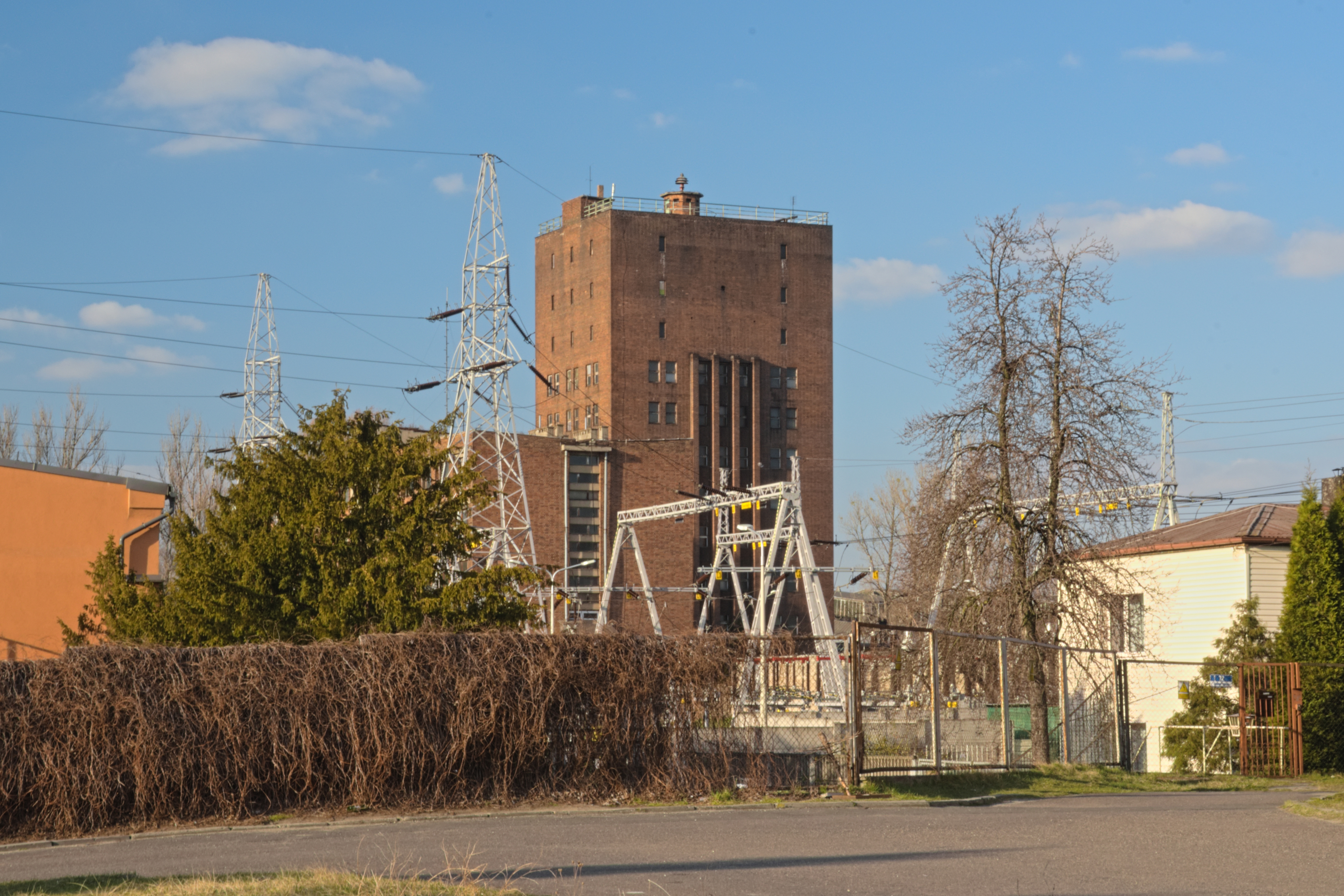
Колишній будинок управління, який також служив водонапірною баштою підприємства (2019)

У 1946 році була заснована Гута Лабенди, яка була включена до Глівицького металургійного об'єднання. У січні 1947 року розпочато планове виробництво сталевих конструкцій, у тому числі автомобільних і залізничних мостів, щогли радіовежі в Рашині та Вроцлавської Ігліці. У 1948 році було створено Zakład Inwestycyjno-Remontowy ZIR. У квітні 1951 р. наказом міністра важкої промисловості на базі ЗІР було створено Zakłady Mechaniczne ŁABĘDY у Лабендах. Основним завданням заводу мало стати виробництво важкої гусеничної техніки. У 1953 році Йосип Сталін отримав патронаж Zakłady Mechaniczny ŁABĘDY. З цього моменту вони змінили назву на Zakłady Mechaniczne im. Сталін. У 1956 році, після жовтневих подій, назву змінили на Zakłady Mechaniczne у Лабендах.
На початку 1990-х років компанія переживала складний період, пов'язаний з економічними змінами після краху комуністичної системи. 1 липня 1993 року підприємство було комерціалізовано, завод став акціонерним товариством під назвою Zakłady Mechaniczne «Bumar-Łabędy» SA в Гливицях. У грудні 2002 року Zakład Produkcji Specjalnej «Bumar-Łabędy» було виділено із Zakłady Mechaniczne «Bumar-Łabędy», яке займалося виключно виробництвом бойових машин. У березні 2010 року ZPS B-Ł було ліквідовано, і воно знову увійшло до складу Zakłady Mechaniczne «Bumar-Łabędy» у Гливицях. Протягом багатьох років Zakłady Mechaniczne «Bumar-Łabędy» належав до групи Bumar (з 2013 року під назвою Polski Holding Obronny).
19 серпня 2014 року Польська зброярська група перейшла у PHO sp.z o.o. ZM «Bumar-Łabędy» SA.

## Продукція
Виробництво заводів базується на всій бронетехніці, включаючи: танки Т-72 М1 і PT-91, машини технічного забезпечення WZT-3 і WZT-4, супровідні мости PMC-90. У березні 2010 року ZM Bumar-Łabędy завершила контракт для Малайзії на PT-91M, PMC-91M, WZT-4, MID-M та додаткові компоненти. 17 січня 2012 року Bumar Sp. z o.o. підписала контракт з індійською компанією BEML Limited на поставку 204 автомобілів технічної підтримки WZT-3 для Міністерства оборони Індії загальною вартістю близько 275 мільйонів доларів США, головним підрядником буде ZM «Bumar-Łabędy» .
З 2015 року ЗМ «Bumar-Łabędy» є головним підрядником модернізації танків Leopard 2A4 до стандарту Leopard 2PL, а з 2019 року проводить ремонт з модифікацією танків Т-72М1 на сандарт T-72М1Р, в т.ч про додавання тепловізійних камер KLW-1 Asteria III покоління, цифрової системи запуску двигуна, зовнішніх транспортних кошиків, цифрових внутрішніх і зовнішніх систем зв'язку, нових комплектів траків та нової системи живлення.
Завод також виробляє будівельну техніку, таку як крани та екскаватори, а також зварні конструкції, шестерні та шестерні. Завод належить до групи ключових підприємств для польської економіки. Підприємство перебуває під оперативним прикриттям Військового контингенту Варшави.

## Галерея

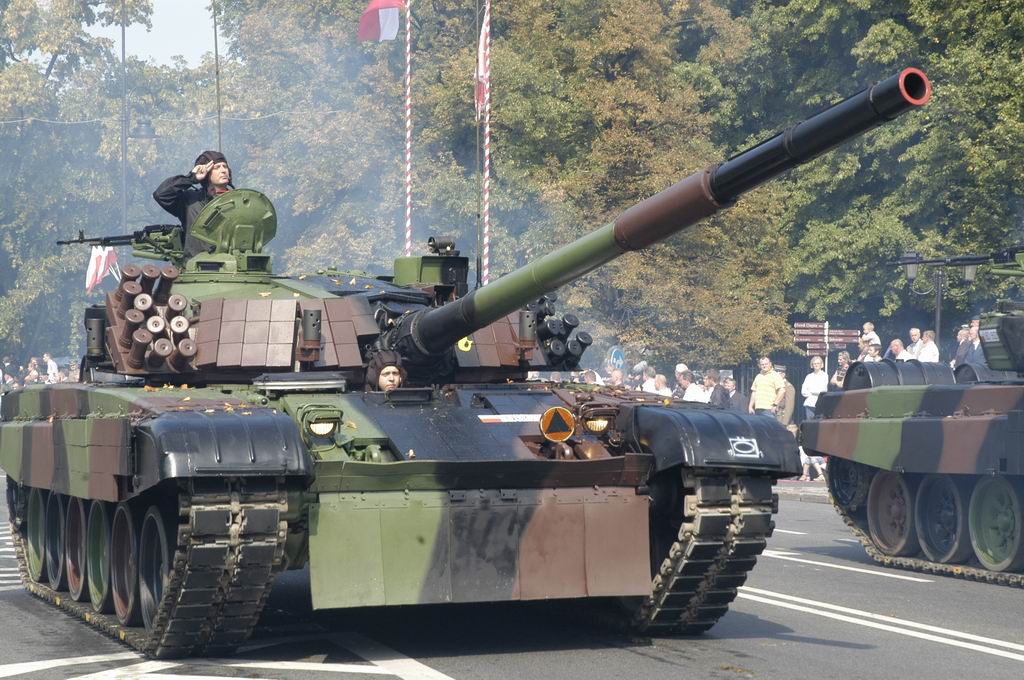
Танк PT-91
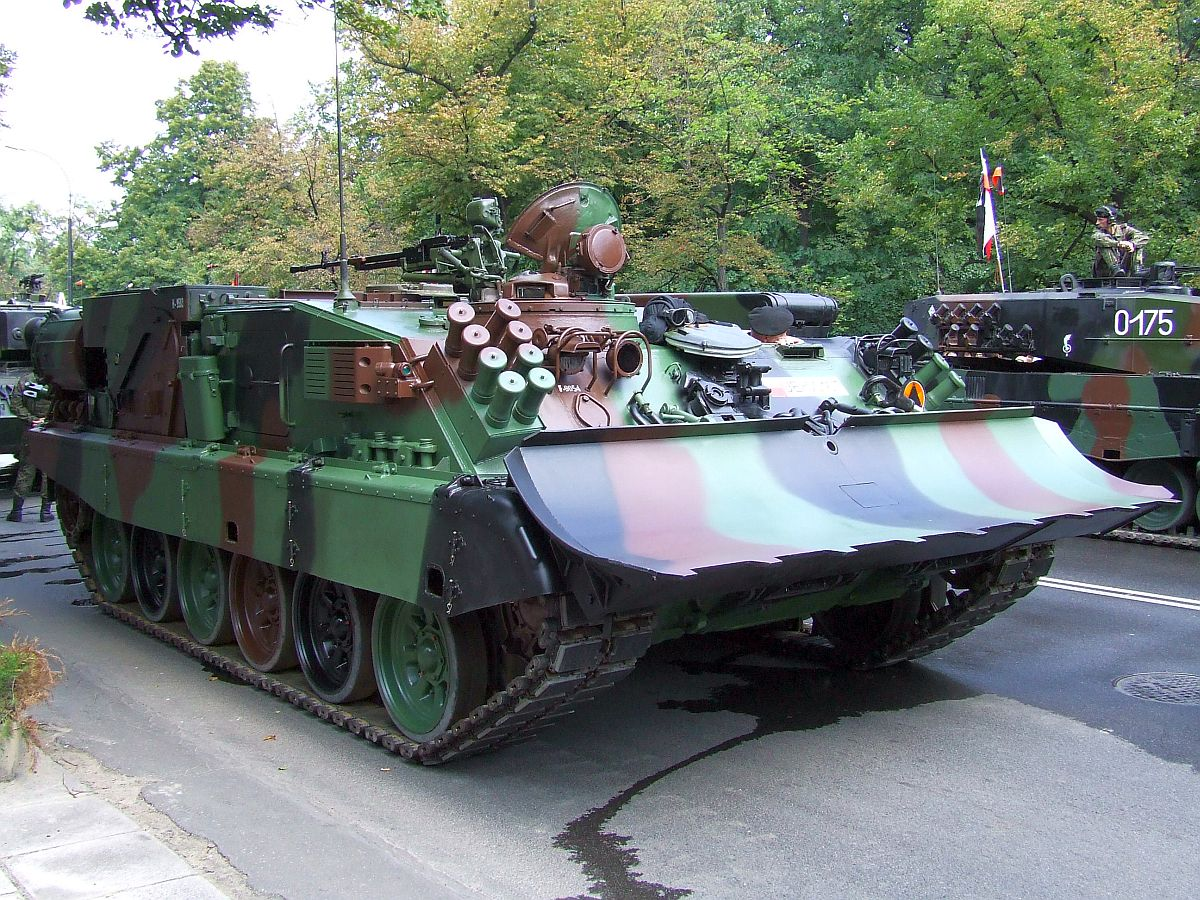
WZT-3[pl] на параді з нагоди Дня Війська Польського у Варшаві
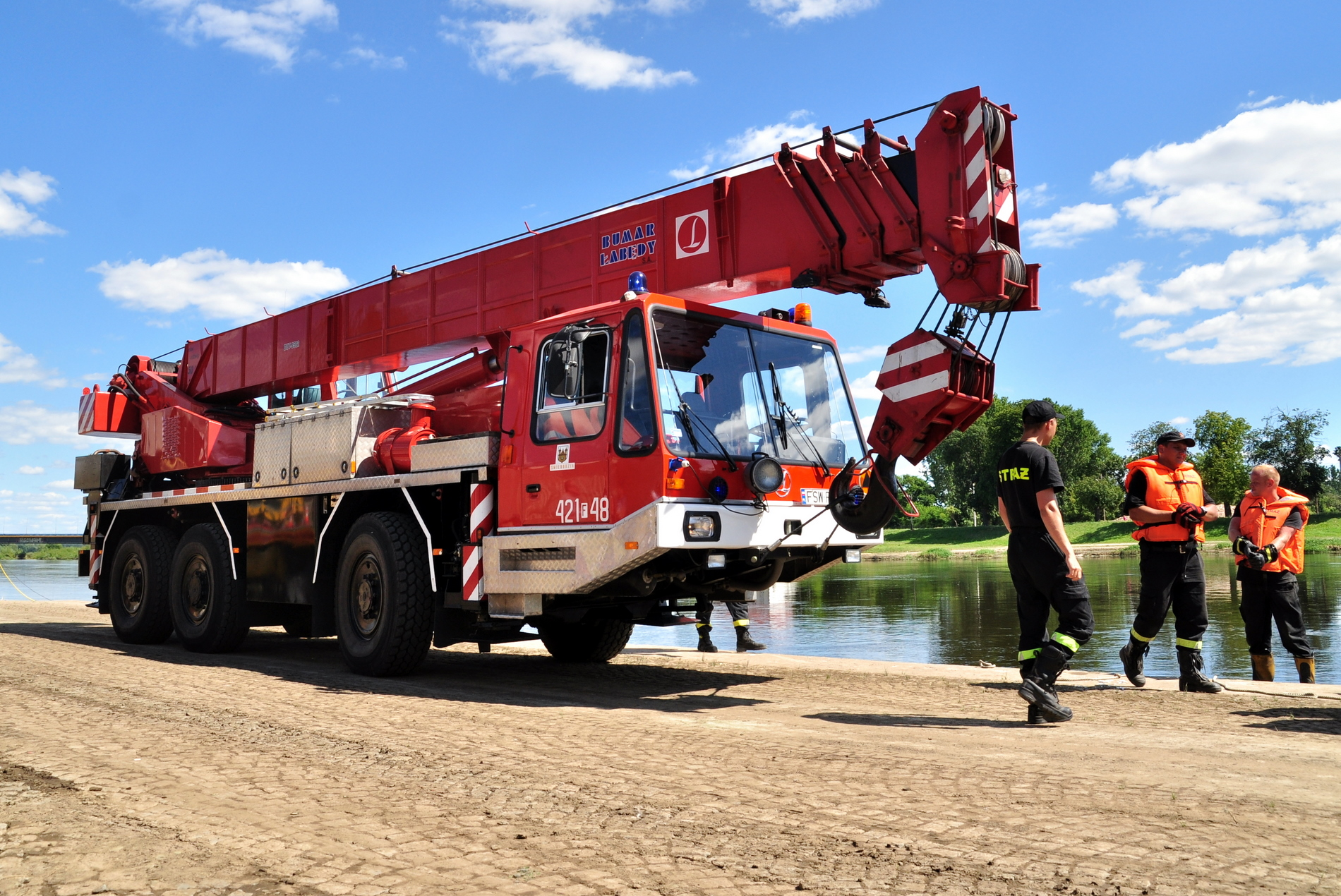
Мобільний кран DUT-0502, що належить JRG Świebodzin
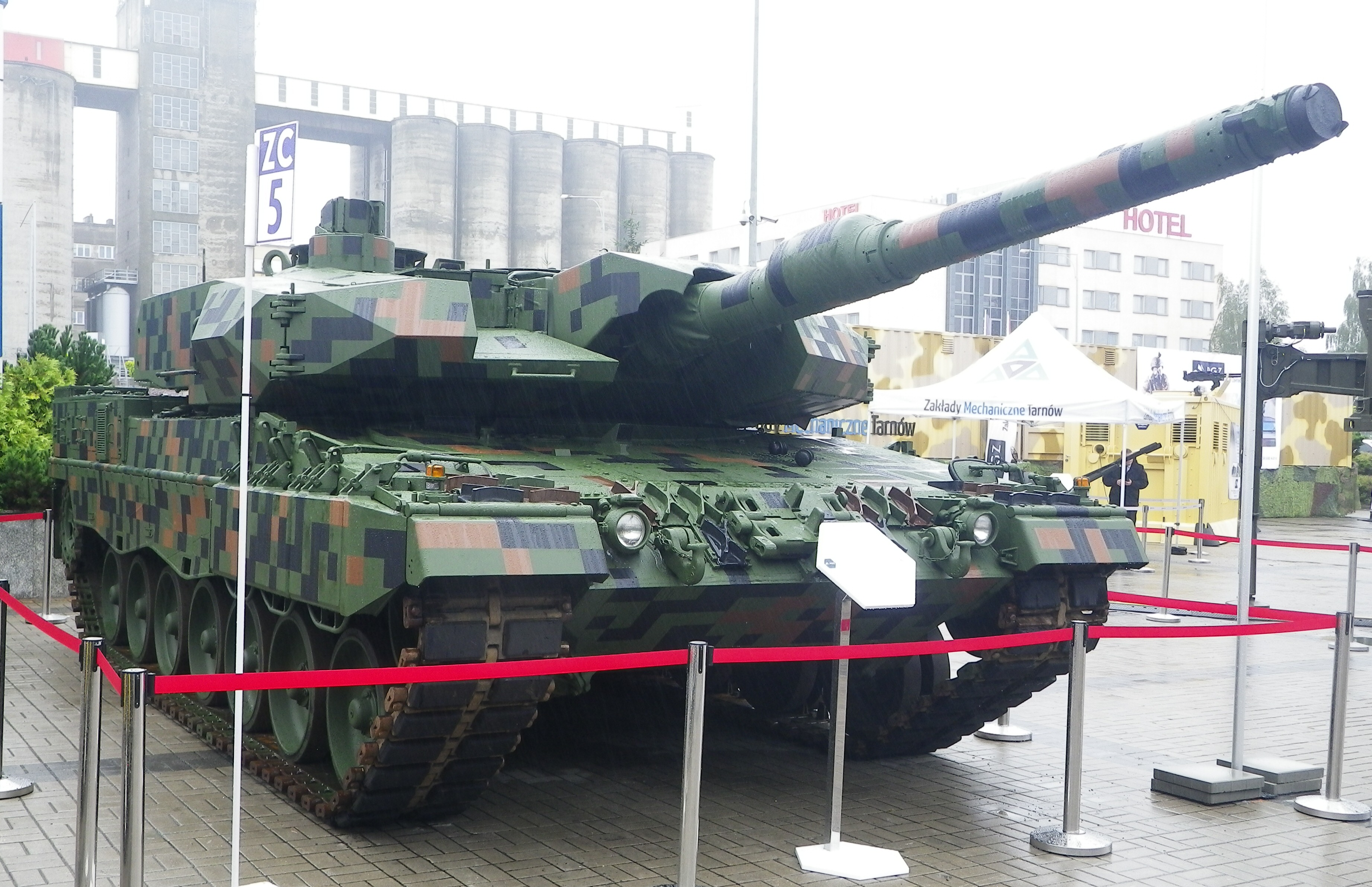
Танк Leopard 2PL